# خبوشان (ولایت)
خَبُوشان یا اُسْتُوَا؛ یکی از ولایت‌های ربع نیشابور خراسان بزرگ، که شهر خوجان یاهمان روستای خبوشان فعلی (بعدها این شهر به دلیل مهاجرت تبدیل به روستا شده)، مرکز آن بوده است، از این ولایت، عالمان و محدثان نامداری برخاسته‌اند. ولایت خبوشان یا استوا را در جغرافیای امروز، به شهرستان‌های قوچان، فاروج و حدی از نواحی پیرامون آن، در استان‌های خراسان رضوی و خراسان شمالی ایران مطابقت داده‌اند.

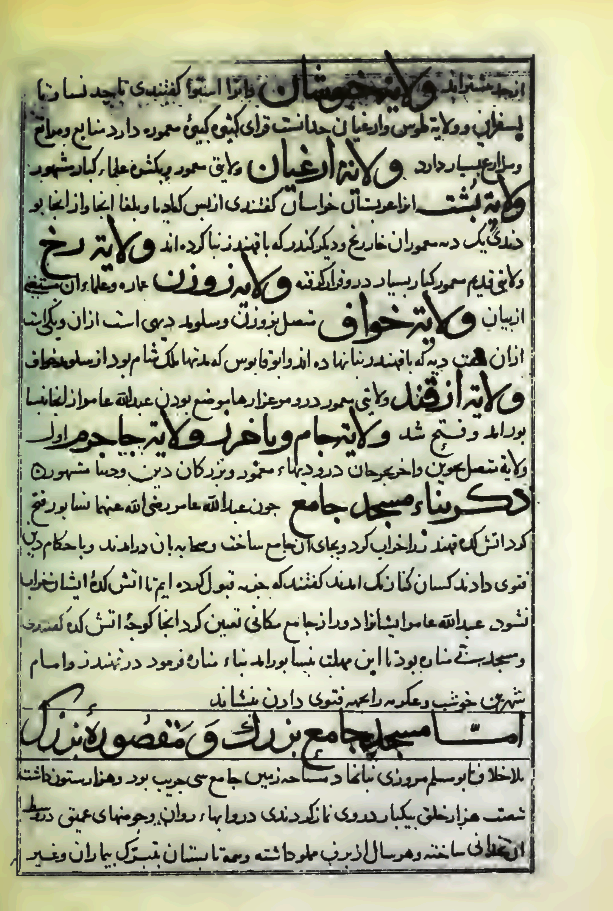
خبوشان در میان ولایت‌های ربع نیشابور در صفحه‌ای از نسخه خطی ترجمه کتاب تاریخ نیشابور الحاکم.

## نام‌شناخت

### اُسْتُوَا
خَبُوشان (خوجان، یا بعدها: قوچان)؛ یکی از ولایت‌های ربع نیشابور خراسان؛ که آن را استوا نیز می‌نامیدند. اسْتُوا یا آستوا و استو، در لغت؛ به معنی آفتاب‌گیر است. نام این ولایت؛ در احسن‌التقاسیم و معجم‌البدان به صورت أُسْتُوَا و در اللباب ابن اثیر و الانساب سمعانی به صورت أُسْتَوا ضبط شده است.

### خَبُوشان
واژه خبوشان در منابع مختلف، به دو گونه، اعراب‌گذاری شده است: خَبُوشان و خُبُوشان. در وجه تسمیه قوچان، در منابع، نظریات مختلفی ثبت شده است که از این‌جمله‌اند: اشتغال مردم منطقه به دامپروری و ملهم از طایفه قوچ‌قانولو یا قوچ‌قوینلو؛ برگرفته از کوچان به زبان کردی (به معنی کوچ‌ها) به خاطر حضور کوچ‌نشینان در منطقه؛ و … به هر روی؛ در قدیم، عوام مردم و اهالی، این ولایت را خوشان می‌خوانده‌اند و همچنین در منابع مختلف به صورت خبوچان، خوچان و خوجان نیز ثبت شده است. بنا به دریافته‌های پژوهشگران معاصر؛ دگرگونی این واژه، از خبوشان یا خبوچان به قوچان، در اثر تحولات آوایی زبان است، و از دوران سیطره مغولان بر ایران، به صورت «قوچان» درآمده، به کار برده شد و امروز نیز رایج است. نام قوچان در لهجه کنونی مردم قوچان، به صورت «قُچون» [qočun] تلفظ می‌شود.

## حدود و ویژگی‌ها

### جغرافیا
خَبُوشان یا اُسْتُوا، یکی از ولایت‌های دوازده‌گانه ربع نیشابور خراسان؛ مرزهای این ولایت به حدود طوس (در شرق)، نسا (در شمال)، نسا (در غرب) و ارغیان (در جنوب) می‌رسیده است. معجم البلدان، این ولایت (استوا = خبوشان) را دربرگیرنده ۹۳ روستا (قریه) و نام قصبه (شهر مرکزی آن) را خبُوشان (در برخی منابع دیگر: خوجان) معرفی نموده است.

### ویژگی‌ها
منابع گوناگون تاریخی و جغرافیایی قدیم برگستردگی و آبادانی ولایت خبوشان، گواهی می‌دهند. در تاریخ الحاکم؛ از شمار زیاد و بزرگی و آبادانی روستاها و بسیاری منابع و مراتع و مزارع خبوشان، سخن گفته شده؛ در احسن‌التقاسیم، به ویژگی‌های این سرزمین، همچون: بزرگی و وسعت؛ قرار گرفتن در کنار راه نسا؛ حاصلخیزی و پُرغله بودن؛ تامین‌کننده بیشتر خواربار نیشابور؛ داشتن کشتزارهای دیمی؛ دارای محصول سیر بسیار؛ صادرکننده پوشاک، اشاره شده و از دو شهر آن یاد شده: یکی خوجان؛ که شهر بزرگتر و دارای بازار است و در آن سوی کوه قرار دارد و دیگری دوین (شیروان) که از خبوشان کوچک‌تر است. ابن حوقل در کتاب صورةالارض، از شهر خبوشان در میان دیگر شهرهای ربع نیشابور که عبارتند از: بوزجان، مالن، کواخرز، خایمند، سلومک، سنکان، زوزن، کندر، ترشیز، خان‌روان، آزادوار، خسروجرد، بهمن‌آباد، مزینان، سبزوار، دیواره، مهرجان، اسفرایین، ریوند، توس، رایکان، طابران، نوقان و طرقبه یاد کرده است.

## مشاهیر و بزرگان
1. نوعی خبوشانی
2. یاقوتوت حموی در معجم‌البدان

خبوشان را از نواحی گرانقدر و برتر نیشابور یاد کرده و نوشته است که دسته‌ای از عالمان و محدثان از این منطقه برخاسته‌اند که از این جمله‌اند: ابوجعفر محمد بن بسطام بن حسن استوائی (قاضی نیشابور؛ متوفی ۴۳۲ هجری)، عمر بن عُقبه استوایی نیشابوری (محدّث)؛ حافظ استوائی (ابوحارث محمد بن عبدالرحیم بن حسن بن سلیمان خبوشانی؛ محدّث) در کتاب تاریخ الحاکم، ده تَن از عالمان و محدثان مقیم نیشابور، نام برده‌شده‌اند که منسوب به استوا و خبوشان می‌باشند.

## پانوشت‌ها
1. ↑  ابوعبدالله حاکم نیشابوری (۱۳۷۵)، تاریخ نیشابور، ترجمهٔ محمد بن حسین خلیفه نیشابوری، با مقدمه و تصحیح و تعلیقات محمدرضا شفیعی کدکنی، تهران: آگه، ص. ص ۲۸۶، ۲۱۷
2. 1 2 3  محمد بن احمد مقدسی (۱۳۶۱)، احسن التقاسیم فی معرفة الاقالیم، ترجمهٔ علینقی منزوی، تهران: شرکت مؤلفان و مترجمان ایران، ص. ج۲، ص۴۶۶
3. 1 2  شهاب‌الدین ابی عبدالله یاقوت حموی (۱۹۷۷)، معجم‌البلدان، بیروت: دارصادر، ص. ج۱، ص۱۷۵
4. ↑  عزالدین ابن اثیر الجزری (۱۹۸۰)، اللباب فی تهذیب الانساب، بیروت: دارصادر، ص. ج۱، ص۵۱
5. ↑  ابی‌سعد عبدالکریم بن محمد بن منصور التمیمی السمعانی (۱۹۸۰)، الانساب، قاهره: مکتبه ابن التمیمیه، ص. ج۱، ص۲۲۱
6. ↑  موسی‌الرضا نظری (سال اول، پاییز و زمستان ۱۳۷۷)، «از واژه خبوشان تا قوچان»، خراسان‌پژوهی، ش. شماره ۲، ص. ص۱۷۷–۱۹۰ تاریخ وارد شده در |تاریخ= را بررسی کنید (کمک)
7. 1 2 3  ابوعبدالله حاکم نیشابوری (۱۳۷۵)، تاریخ نیشابور، ترجمهٔ محمد بن حسین خلیفه نیشابوری، با مقدمه و تصحیح و تعلیقات محمدرضا شفیعی کدکنی، تهران: آگه، ص. ص ۲۱۷
8. ↑  ابن حوقل (۱۹۳۸)، صوره‌الارض، بیروت: دارصادر، ص. ج۲، ص۴۳۳
9. ↑  شهاب‌الدین ابی عبدالله یاقوت حموی (۱۹۷۷)، معجم‌البلدان، بیروت: دارصادر، ص. ج۱، ص۱۷۵٬۱۷۶، ۳۴۴
10. ↑  ابوعبدالله حاکم نیشابوری (۱۳۷۵)، تاریخ نیشابور، ترجمهٔ محمد بن حسین خلیفه نیشابوری، با مقدمه و تصحیح و تعلیقات محمدرضا شفیعی کدکنی، تهران: آگه، ص. ص ۳۴۹، ۳۶۰

## فهرست منابع
- «احسن‌التقاسیم فی معرفةالاقالیم»، تألیف ابوعبدالله محمد بن احمد مقدسی، ترجمه علینقی منزوی، تهران: شرکت مؤلفان و مترجمان ایران، ۱۳۶۱.
- «از واژه خبوشان تا قوچان»، موسی‌الرضا نظری، خراسان‌پژوهی، سال اول، پاییز و زمستان ۱۳۷۷، شماره ۲.
- «الانساب»، ابی‌سعد عبدالکریم بن محمد بن منصور التمیمی السمعانی، قاهره: مکتبه ابن التمیمیه، ۱۹۸۰م.
- «اللباب فی تهذیب الانساب»، تألیف عزالدین ابن اثیر الجزری، بیروت: دار صادر، ۱۹۸۰م.
- «تاریخ نیشابور»، ابوعبدالله حاکم نیشابوری، ترجمه محمد بن حسین خلیفه نیشابوری، با مقدمه و تصحیح و تعلیقات محمدرضا شفیعی کدکنی، تهران: آگه، ۱۳۷۵.
- «صورة الارض»، تألیف ابی‌القاسم ابن حوقل النصیبی، بیروت: دارصادر، ۱۹۳۸م.
- «معجم‌البلدان»، شهاب‌الدین ابی‌عبدالله یاقوت بن عبدالله الحموی الرومی البغدادی، بیروت: دار صادر، ۱۹۷۷م.